# Javier Arce
Javier Arce (Santander, 1973) és artista contemporani, viu i treballa a Nova York. Durant els últims anys, la presència d'Arce s'ha catapultat a nivell nacional i internacional, sempre dins la línia de l'art conceptual. Es va llicenciar en Belles Arts a la Universitat del País Vasc. Graduat en Tècniques d'Estampació a l'Escola d'Arts Aplicades d'Oviedo. Realitzà un Màster el 2002 en escultura a la Wimbledon School of Art, Londres.

## Exposicions

### Exposicions individuals
Les exposicions d'Arce són:
2009
- L'ornament de les masses: vermell, blanc i blau, Espai 13, Fundació Joan Miró, Barcelona. Aquesta exposició es presenta dins el cicle Els vint-i-quatre graons, comissariat per Jorge Díez i dedicat a la figura de Joan Miró amb motiu del vint-i-cinquè aniversari de la seva mort.

2008
- Capilla Sixtina, el ornamento de las masas: Duelo de lo Diinisiaco y Apolíneo, Casal Solleric, Espai Quatre, Palma.

2007
- El ornamento de las masas, Galeria Llucià Homs, Barcelona.
- El ornamento de las masas, Galería Max Estrella, Madrid.

2006
- Project Room, Arco '06, Galería Max Estrella, Madrid.
- Guide to easier living 1, Galería del Sol St., Santander.

2004
- 1+1=1, Galería Siboney, Santander.
- La cosa inútil o esa alucinante fuente luminosa, Galeria Van der Voort, Eivissa.

2002
- Galería Max Estrella, juntament amb Arancha Goyeneche.

2001
- Diálogos en el Sur, Galería Fernando Serrano, Trigueros, Huelva.

2000
- Feria Tránsito'00, Galería Siboney, Toledo.
- El puente de la visión 4, Museo de Bellas Artes de Santander, Santander.

1999
- Los hermosos vencidos, Galería Siboney, Santander.

1997
- Un rayo de sol, Galería Didáctica, San Vicente de la Barquera.

1995
- Mundo maravilloso TV, Casa de Cultura Valle de San Jorge, Llanes.

### Exposicions col·lectives
Les exposicions col·lectives on ha participat Arce són:
2016
- Truck Art Project, Madrid, Espanya.

2009
- Open Studios, ISCP, Nova York.
- Un No por respuesta, Laboratorio 987, MUSAC, Lleó.
- Cultura, pobreza y megápolis, Fundación Botín, Villa Iris, Santander.
- Arco 09, Galería Max Estrella, Madrid Art Brussels, Galería Max Estrella, Brussel·les.
- Uno más uno, multitud, Doméstico 08, Madrid.
- Itinerarios 2006-2007, Becarios Fundación Botín.
- ArtFòrum Berlín, Galería Max Estrella.
- El puente de la visión, Museo de Bellas Artes de Santander.
- Outdoor Project, SH Contemporary, Xangai.
- Levantamiento, Centro de arte Dos de mayo, Móstoles.
- Art Brussels, Galería Max Estrella, CAB, Adquisiciones recientes, Burgos.
- Itinerarios 06/07, Fundación Botín, Santander.
- Premi Ciutat de Palma, Casal Solleric, Palma.

2007
- Existencias, MUSAC, Lleó.
- Art Brussels'07, Galería Max Estrella, Brussel·les.
- Premi Caja Madrid Generación 2007, La Casa Encendida, Madrid.
- Arco'07, Stand ABC, Madrid.

2006
- Art Cologne'06, Galería Max Estrella, Colònia.
- Interzonas'06, Palacio de Vástago, Saragossa.
- Premio Ciudad de Palma'06, Casal Solleric, Palma.

2004
- XIX Muestra de Arte Jóven, Injuve, Círculo de Bellas Artes, Madrid.
- Artesles'04, Esles de Cayón, Cantàbria.
- Arco'04, Galería Fernando Serrano, Madrid.
- Arco'04, Galería Max Estrella, Madrid.
- ArteSantander'04, Galería Siboney, Santander.

2003
- Where are you from? I am from Spain. Artistas españoles en Londres, Galería Fernando Serrano, Trogueros, Huelva.
- Master Degree Show, Wimbledon School of Art, Londres.
- Champion of Gravity, Space 44 Gallery, Londres.
- Sin Límites, Museo de Bellas Artes de Santander, Santander.
- Generación 2003, Caja Madrid, La Casa Encendida, Madrid.
- Exposició itinerant: Barcelona, Santander, Santiago de Compostela, Sevilla, Cascais (Portugal)
- Arco'03, Galería Max Estrella, Madrid.
- Arco'03, Galería Fernando Serrano, Trigueros.

2002
- Arco'02, Galería Fernando Serrano, Trigueros.
- Arco'02, Galería Max Estrella, Madrid.
- Artissima'02, Galería Max Estrella, Torí.
- Forosur, Galería Fernando Serrano, Càceres.

2001
- VIII Premio Unicaja de Artes Plástica, Palacio Episcopal, Màlaga.
- Mercancías, Espacio C, Camargo, Cantàbria.
- Hotel y Arte, Galería Fernando Serrano, Sevilla.
- Arco'01, Galería Max Estrella, Madrid.

1999
- Arco'99, Galería Max Estrella, Madrid.
- Memoria de un fin de siglo. Los años noventa. Objeto y Concepto. Palacete del Embarcadero, Sala Luz Norte, Santander.

1998
- II Trienal de Arte Gráfico, Palacio de Revillagigedo.
- Reciclarte, Casa de Cultura La Vidriera, Murieras, Cantàbria.

### Premis i Beques
Pel seu recorregut i reconeixement, se li ha atorgat a Javier Arce els següents premis i beques:
2009
- Artista resident, Internacional Studio & Curatorial Program, Nova York.

2008
- Beca Propuestas, Fundació Arte y Derecho.

2007
- Menció d'honor, Generación 2007, Caja Madrid.
- Menció d'honor, VII Premio de Pintura y Fotografía de ABC.

2006
- Fundación Marcelino Botín de Artes Plásticas.
- Beca de residència a Hangar, Centre d'Art i Producció, Barcelona.
- Finalista, Premio Ciudad de Palma.

2003
- Seleccionat, Generación 2003, Caja Madrid.

2002
- Consejería de Cultura del Gobierno de Cantabria.

1999
- VII Certamen de Artes Plásticas, Fundación Unicaza.
- Casa de Velázquez, Madrid.
- Consejería de Cultura del Gobierno de Cantabria.

1998
- Consejería de Cultura del Gobierno de Cantabria.

1995
- Primer Premi de Pintura, Muestra Regional Juvenil de Artes Plásticas.
- Beca d'arts plàstiques, Consejería de Cultura.

1994
- Beca de disseny gràfic, Ayuntamiento de Camargo.

### Obra a Col·leccions
Les obres d'Arce resideixen a col·leccions de les següents entitats:
- Caja Madrid, Madrid.
- Museo ARTIUM, Vitòria.
- Fundación Coca-Cola.
- Museo de Bellas Artes de Santander.
- Unicaja, Obra Social y Cultural.
- Consejería de Cultura del Gobierno de Cantabria.
- Caja Castilla La Mancha, Obra Social y Cultural.
- CAB Centro de Arte Caja Burgos.
- MUSAC, Museo de Arte Contemporáneo de Castilla y León.
- Fundación El Monte, Sevilla.
- Fundación Botín, Santander.
- Comunidad de Madrid.
- Fundació La Caixa, Barcelona.